# Poulets grillés (roman)
Poulets grillés est un roman policier de la romancière Sophie Hénaff publié en 2015.

## Résumé
Ayant pour héroïne la commissaire Anne Capestan, Poulets grillés raconte une enquête menée par le service constitué par le commissaire divisionnaire Buron pour placardiser les indésirables de la Police Judiciaire de Paris. Le récit est empreint d'humour, de dérision et de suspense.
Une adaptation en série télévision est réalisée par Scarlett Production et Mother Production pour France 3, avec Barbara Cabrita (Anne Capestan), Samuel Labarthe, Hubert Delattre, Marie-Armelle Deguy, Marie Petiot et Mohamed Belhadjine. Le tournage du pilote a commencé le 25 octobre 2021.

## Principaux personnages
- Anne Capestan, jeune et brillante commissaire de la Police Judiciaire de Paris, sanctionnée pour avoir usé de son arme lors d'une arrestation.
- Eva Rosière, Lieutenante de police, également romancière à succès de romans policiers brocardant les principaux responsables de la police judiciaire et du Parquet de Paris.
- Torrez, lieutenant de la Brigade Territoriale, il a la réputation de porter malheur à ses coéquipiers.
- Louis-Baptiste Lebreton, ex-commandant de l'IGS, qualifié de psychorigide, il s'est fait retirer de sa fonction par sa hiérarchie.
- Merlot, lieutenant sanctionné pour alcoolisme.
- Orsini, lieutenant ayant la réputation d'alimenter la presse sans y être autorisé.
- Évrard, lieutenante sortant d'une cure de désaddiction aux jeux.
- Buron, commissaire divisionnaire et patron d'Anne Capestan.
- Valincourt, directeur des brigades centrales.
- Dax, lieutenant à la cyber police.
- Lewitz, renvoyé de la direction du matériel pour bris de voitures.

## Prix et distinctions
- Prix Arsène-Lupin du meilleur roman policier 2015[2].
- Prix Polar en séries 2015